# علی غلام
علی غلام بازیکن  اهل ایران است. علی غلام سابقه دعوت به تیم ملی فوتسال ایران را هم دارد اما به دلیل علاقه شدید به فوتبال از ادامه حضور در فوتسال خودداری کرد. غلام جزو بازیکنانی بود که در زمان مربیگری علی دایی در راه آهن به شدت مورد وثوق این مربی قرار داشت .وی درنهایت در سال ۱۳۹۴ با پیراهن باشگاه راه آهن از فوتبال خداحافظی کرد. .وی در حال حاضر دارای مدرک مربیگری حرفه ای فوتبال است. 
| اطلاعات شخصی |                   |  |  |
| ------------ | ----------------- |  |  |
| نام کامل     | علی غلام          |  |  |
| زادگاه       | تهران_ایران       |  |  |
| تاریخ تولد   | ۱۳۶۰/۰۵/۱۳(۳۹سال) |  |  |
| پست          | هافبک دفاعی       |  |  |
| شماره پیراهن | ۲۷                |  |  |
| قد           | ۱۸۱cm             |  |  |

| باشگاه های حرفه ای | سال حضور  | تعداد گل | تعداد بازی |
| ------------------ | --------- | -------- | ---------- |
| راه آهن            | ۲۰۰۰_۲۰۰۲ | ۱        | ۲۳         |
| نیروی زمینی        | ۲۰۰۲_۲۰۰۳ | ۲        | ۱۵         |
| تراکتور سازی تبریز | ۲۰۰۳_۲۰۰۵ | ۳        | ۲۶         |
| پیکان              | ۲۰۰۵_۲۰۱۰ | ۶        | ۳۷         |
| راه آهن            | ۲۰۱۰_۲۰۱۵ | ۶        | ۵۱         |